# 문드루초 코르넬

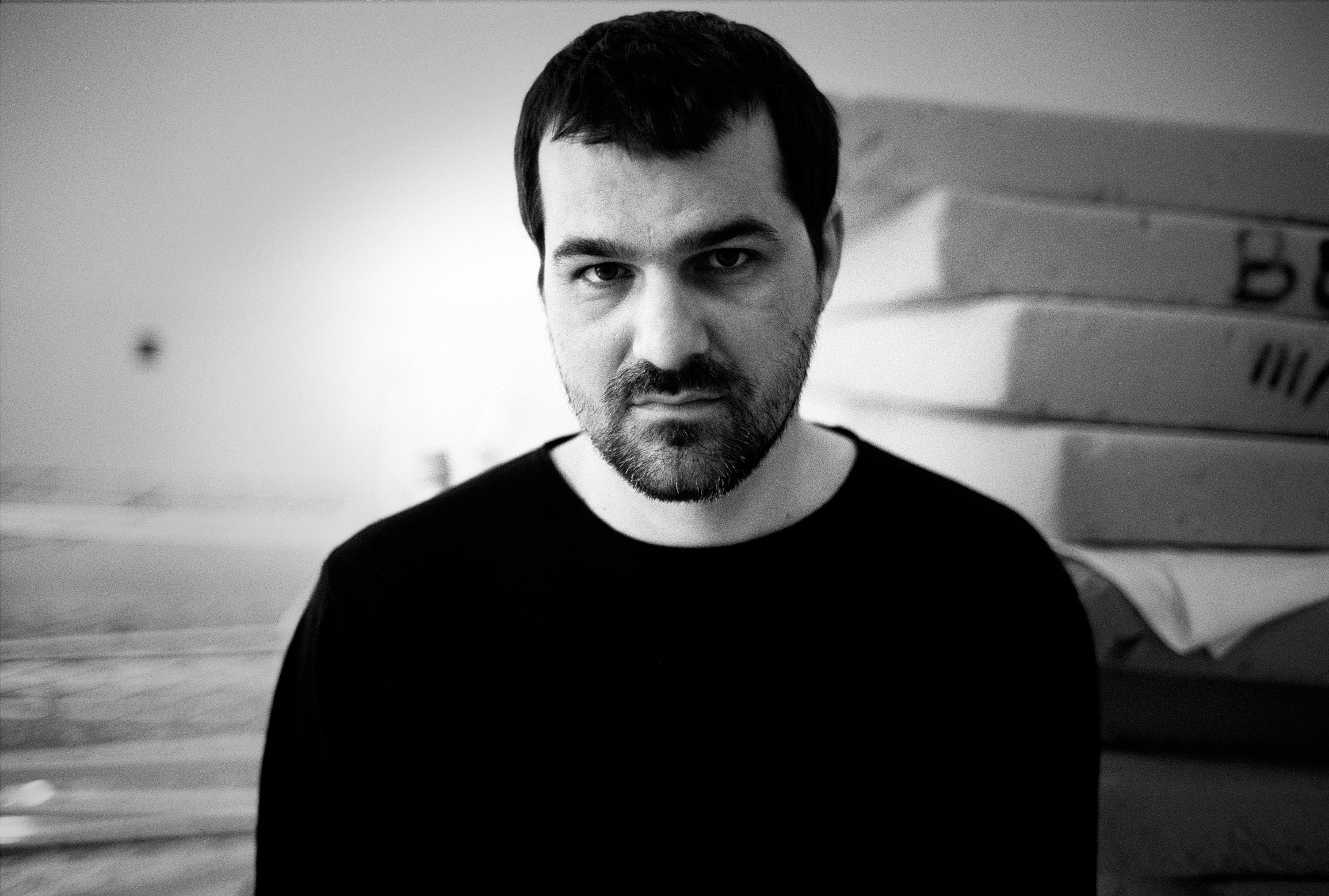

문드루초 코르넬(Kornél Mundruczó, 1975년 4월 3일 ~ )는 헝가리의 배우, 영화 감독, 각본가, 영화배우, 무대 연출가, 저자, 창작자, 영화 프로듀서이다.
괴될뢰에서 태어났다.

## 영화
- Evolution (2021년)
- 그녀의 조각들 (2020년)
- 주피터스 문 (2017년)
- 화이트 갓 (2014년)
- 소 머치 포 저스티스! (2010년)
- 프랑켄슈타인 프로젝트 (2010년)
- 델타 (2008년)
- 로스트 앤드 파운드 (2005년)
- 성녀 요한나 (2005년)
- 달콤한 여름 (2004년)
- 천국의 나날들 (2002년)